# Alexei Jurjewitsch Smirnow
Alexei Jurjewitsch Smirnow (russisch Алексей Юрьевич Смирнов, im Englischen zitiert als Alexei Smirnov, * 16. Oktober 1951) ist ein russischer theoretischer Physiker, der sich mit Neutrinophysik beschäftigt.

## Leben
Smirnow studierte an der Lomonossow-Universität in Moskau, wo er 1974 seinen Abschluss machte. Ab 1977 arbeitete er am Institut für Kernforschung der Sowjetischen Akademie der Wissenschaften (INR), wo er 1979 promoviert wurde (Kandidatenarbeit, seinen russischen Doktortitel erhielt er 1989). 1982 bis 1990 lehrte er außerdem an der Lomonossow-Universität Physik. 1992 war er gleichzeitig am International Center of Theoretical Physics (ICTP) in Triest, wo er ab 1997 permanentes Mitglied und Principal Research Scientist war. Seit 2015 ist er am Max-Planck-Institut für Kernphysik (MPIK) in Heidelberg permanenter Wissenschaftler und Max-Planck-Fellow.
Bekannt ist Smirnow für seine Erklärung des Rätsels der solaren Neutrinos 1984/5 mit Michejew, aufbauend auf früheren Ideen von Lincoln Wolfenstein (1978), dem nach ihnen benannten MSW-Effekt. Er erklärt das Rätsel der in den Beobachtungen fehlenden Neutrinos von der Sonne mit Neutrino-Oszillationen, die durch Wechselwirkung mit Materie (Elektronen) verstärkt werden.
2006 erhielt er mit Michejew und Wolfenstein den Bruno-Pontecorvo-Preis und war 2004 Humboldt Research Fellow. 2008 erhielt er mit Michejew den Sakurai-Preis. 2007 war er Schrödinger-Professor in Wien und 2002 Biedenharn-Professor an der University of Texas at Austin. 2008 erhielt er den Markow-Preis. Für 2016 wurde ihm die Albert-Einstein-Medaille zugesprochen.

## Verweise
1. ↑  Mikheev und Smirnov: Resonance Amplification of Oscillations in Matter and Spectroscopy of Solar Neutrinos. In: Soviet Journal of Nuclear Physics Band 42, 1985, S. 913–917; Neutrino Oscillations in a Variable Density Medium and Neutrino Bursts Due to the Gravitational Collapse of Stars. In: Sov. Phys. JETP. Band 64, S. 4–7, arxiv:0706.0454; Resonant amplification of neutrino oscillations in matter and solar neutrino spectroscopy. In: Nuovo Cimento C. Band 9, 1986, S. 17–26.
2. ↑  das heißt die (Elektron-)Neutrinos wandeln sich in Neutrinos anderen Typs (Myon-Neutrinos) um, die in den Experimenten nicht detektiert werden

| Personendaten    | Personendaten                                                                                                 |
| ---------------- | --- |
| NAME             | Smirnow, Alexei Jurjewitsch                                                                                   |
| ALTERNATIVNAMEN  | Smirnov, Alexei Yu; Smirnow, Alexei Yu.; Smirnov, Alexei; Smirnov, A. Yu; Смирнов, Алексей Юрьевич (russisch) |
| KURZBESCHREIBUNG | russischer theoretischer Physiker                                                                             |
| GEBURTSDATUM     | 16. Oktober 1951                                                                                              |